# Quercus runcinata
Quercus runcinata är en bokväxtart som först beskrevs av A.Dc., och fick sitt nu gällande namn av Georg George Engelmann. Quercus runcinata ingår i släktet ekar, och familjen bokväxter. Inga underarter finns listade i Catalogue of Life.